# Balatonkeresztúr
Balatonkeresztúr je vas na Madžarskem, ki upravno spada pod podregijo Fonyódi Šomodske županije.